# المؤتمر العالمي الأمازيغي
المُؤْتَمَرُ العَالَمِيُّ الأَمَازِيغِيُّ تنظيمٌ دُوَلِيٌّ وغيرُ حكوميٍّ يضُمُّ جمعياتٍ قومية وثقافية أمازيغية، هدفُه تأييد وتنمية ونشر الأمازيغيةِ ثقافةً ولغة وهوية داخل بلاد الأمازيغ وخارجها، ترأسه قَامِيرَة نَيْت سِيد منذ صيف 2015، ويقع مقرُّه في الدائرة الثانية عشرة في باريسَ عاصمةِ فرنسا. أسسه ممثلو جمعيات أمازيغية في جنوب فرنسا سنة 1995، وائتمروا ائتمارهم الأول في صيف 1997.
شهِد التنظيم قُبَيْلَ انعقاد المؤتمر الخامس في سنة 2008 خلافات داخلية أدت إلى انقسامٍ نتج عنه وجود منظمتين منفصلتين تحملان نفسَ الاسم. عَقَدت الأولى بقيادة أبي القاسم الونّاس مؤتمرَها الخامس في مكناس بعد حظرها في منطقة القبائل. أما الثانية، ممثِّلةً الفصيلَ المنشقَّ بقيادة رشيد رخا، فعقدت مؤتمرها في تِيزِي وَزُّو كُبرى مدن القبائل. بدّلت المنظمة المنشقة في مؤتمرها السادس (دجنبر 2011) اسمها إلى «المَجْمَعِ العالمي الأمازيغي» واتخذت من مدينة بَرُوسَال مقرًّا لها.

## تاريخ المؤتمر

### دُوَرنينة: بوادر التأسيس
ظهرت فكرةُ إنشاء تنظيم يمثّلُ مجموعَ الجمعيات الأمازيغية في كافَّةِ الدُّوَل أواخرَ صيف 1994 في بلدية دُوَرنينة من أعمال بُرْطَانِيَة، حيث اجتمع ممثلو جمعياتٍ أمازيغية كثيرة لأجل المشاركة في مهرجان السِّنِمَا الذي بدأ تنظيمه على نحوٍ سنويٍّ في دورنينة سنة 1978 هدفُه التعريف بالأقليات عن طريق الإنتاج السنمائي. وقد خُصِّصت الدورة السابعة عشرة منه للتعريف بالثقافة الأمازيغية وهي التي حضرها ممثلو الجمعيات الأمازيغية ما بين 21 و28 غشت 1994. وكان في ختام هذا المهرجان «إعلانُ دُوَرنينة حول هوية الأمازيغ وحقوقهم الثقافية واللغوية» الذي كان ضمن ما نَصَّ عليه:

### التأسيس
في الثلاثة الأُولَى من شتنبر سنة 1995، اجتمع ممثلو الجمعياتِ المقدَّمِ ذكرُها ثانيةً في فرنسا من جنوبها في بلدية سَنْت رُومَا دِي دُولَان من أعمال قُسْطَانِيَة، وائتمروا في فجر الرابع على تأسيس تنظيم يأتمرون فيه بينهم يكونُ جامعًا للأمازيغ حيث كانوا، فسمَّوه «المؤتمَرَ العالميَّ الأمازيغيَّ».

## التنظيم
يتكون المؤتمر العالمي الأمازيغي من:[بحاجة لمصدر]
- المؤتمر العام الذي يجتمع كل ثلاث سنوات
- المجلس الفدرالي ويتألف من 39 عضوا ينتخبهم المؤتمر العام من مختلف المناطق الأمازيغية
- المكتب العالمي ويتكون من 11 عضوا منتخبين من بين أعضاء المجلس الفدرالي
- الهيئات المحلية واللجان الدائمة

## وصلات خارجية
- موقعُ المؤتمرِ العالميِّ الأمازيغيِّ الإلكترونيُّ